# Benton Heights
Benton Heights è un census-designated place (CDP) della contea di Berrien, Michigan, Stati Uniti. La popolazione era di 4.084 abitanti al censimento del 2010. La comunità è una parte della Benton Charter Township ed è adiacente alla città di Benton Harbor.

## Geografia fisica
Secondo lo United States Census Bureau, ha un'area totale di 3,85 mi² (9,97 km²).

## Storia
Benton Heights era precedentemente chiamata "Euclid Center"; il nome attuale venne adottato nel 1957.

## Società

### Evoluzione demografica
Secondo il censimento del 2010, la popolazione era di 4.084 abitanti.

### Etnie e minoranze straniere
Secondo il censimento del 2010, la composizione etnica del CDP era formata dal 29,2% di bianchi, il 62,2% di afroamericani, lo 0,6% di nativi americani, lo 0,2% di asiatici, lo 0,0% di oceaniani, il 5,0% di altre razze, e il 2,8% di due o più etnie. Ispanici o latinos di qualunque razza erano l'8,1% della popolazione.